# Hyperkalemi
Hyperkalemi är en ökad halt av kalium (K+) i blodet. Mild hyperkalemi ger vanligen inga symptom.
Allt för hög halt kalium kan leda till kammarflimmer och död. Detta då hyperkalemin leder till en hypopolarisering (innebär att membranpotentialen minskar och närmar sig 0. Ju starkare hypopolarisation desto mer lättretad blir nervcellen. Är hypopolarisationen tillräckligt stor kan en aktionspotential utlösas)  av hjärtcellen vilket ökar retbarheten. 98 % av kaliumet i kroppen finns inuti cellerna med resterande 2 % i blodet. Denna kaliumgradient upprätthålls med Na+/K+-pumpen i cellmembranet.

## Orsaker
Hyperkalemi kan bero på försämrad utsöndring, utflöde av kalium ur cellerna eller ett för stort upptag.

## Tecken och symptom
Hyperkalemi kan ge neuromuskulära symptom från muskelsvaghet till förlamning. På ett EKG kan man upptäcka hyperkalemi som:
- Spetsiga T-vågor
- Breddökade QRS-komplex
- Flacka P-vågor
- Arytmier

## Behandling
- Insulin
- Vätskedrivande
- Resonium
- Veltassa
- Lokelma
- Bikarbonat

Behandlingschema för akut hyperkalemi på https://lakartidningen.se/klinik-och-vetenskap-1/medicinens-abc/2023/03/abc-om-hyperkalemi/